# 흰머리기러기
흰머리기러기(학명: Anser canagicus)는 기러기목 오리과의 새이다.

## 생김새
몸은 전체적으로 청회색이고 비늘 무늬이다. 이마부터 뒷목까지 흰색이고 턱부터 앞목까지 검은색이다. 부리는 분홍색이고 다리는 주황색이다. 여름에는 얼굴이 누렇게 변한다. 어린새는 머리와 몸의 색이 같다. 성조보다 비늘무늬가 강하고 부리가 청회색이다. 다리는 녹색을 띤 갈색이다.

## 서식지
알래스카 서북부, 러시아 추코트반도 동북부의 툰드라 해안지대, 석호, 호수에서 번식하고 알류산열도, 캄차카반도 등에 있는 바위 해안, 연안 습지, 농경지에서 월동을 한다. 대한민국에서 1995년 12월 28일 강원 철원 고석정 인근에서 1개체, 2021년 2월 2일 전북 김제에서 한 개체가 관찰된 적 있다.

## 먹이
해초 등의 초본류를 먹는다.